# 担轮幼虫
| A - 上半球   |  | 5 - 腎管           |
| B - 下半球   |  | 6 - 肛门           |
| 1 - 神经节   |  | 7 - 原肾管         |
| 2 - 顶纤毛   |  | 8 - 消化道         |
| 3 - 前纤毛环 |  | 9 - 口             |
| 4 - 后纤毛环 |  | 10 - 囊胚腔/原体腔 |

担轮幼虫的解剖图

担轮幼虫（英文：trochophore，发音为/ˈtrɒkɵfɔər/，也可写为 trocophore）是某些海生冠輪動物的幼体，依靠身上的一圈呈轮状的纤毛游动，通常以浮游生物为食。担轮幼虫经过变态发育，最终会变为成体。

## 门类

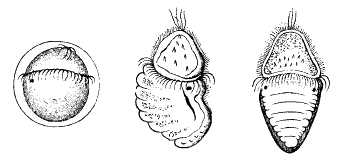
多板纲生物生长发育图解：左边为担轮幼虫期，中间为后担轮幼虫期，右边则为普通幼体。

担轮幼虫是冠輪動物總門之下部分动物的一個幼年阶段，這些动物包括：
- 所有已知的海生环节动物，例如多毛类
- 絕大多數软体动物
- 内肛动物
- 纽形动物

除了以上动物，腕足动物和帚虫动物的幼体也存在类似担轮幼虫的结构，同時它们的口部還有形态独特的触须。這些動物在系统发育学上聚为同一支，并被全部归入冠轮动物总门，该总门也包括许多不存在担轮幼虫期的动物，如寡毛类环节动物等栖息于陆地或淡水的动物。此外，由于节肢动物具有和环节动物类似的结构，例如身體分节等，因此它们长期被認為是近亲，然而遗传学研究表明，节肢动物与各类存在担轮幼虫期的动物不屬同一分支。

## 生理构造
担轮幼虫体形类似陀螺，长有一圈环绕身体的轮状纤毛带，顶部还有鞭毛。这些纤毛有两个作用：1、通过快速摆动纤毛，在身体周围制造渦流，藉此控制自己的移动方向；2、通过控制移动方向，可以更容易地捕获食物。
|  |  |

## 生命周期
担轮幼虫從卵中孵化後，大约只存在几个小时的担轮幼虫期，随后便会转化为其他形态，例如变成可自由游动的盘面幼虫，或变成后担轮幼虫，亦或是沉降至海底长成普通幼虫。